# Апвил
Апвил (фр. Appeville) насеље је и општина у северној Француској у региону Доња Нормандија, у департману Манш која припада префектури Кутанс.
По подацима из 2011. године у општини је живело 199 становника, а густина насељености је износила 15,08 становника/km². Општина се простире на површини од 13,2 km². Налази се на средњој надморској висини од 10 метара (максималној 34 m, а минималној 0 m).

## Демографија
| 1962. | 1968. | 1975. | 1982. | 1990. | 1999. | 2011. |
| ----- | ----- | ----- | ----- | ----- | ----- | ----- |
| 291   | 319   | 273   | 243   | 202   | 222   | 199   |

График промене броја становника у току последњих година